# Ernst Almquist
Ernst Bernhard Almquist, född 10 augusti 1852 på Tibble prästgård i Skogs-Tibble socken nära Uppsala, död 16 maj 1946 i Stockholm, var en svensk läkare, bakteriolog och upptäcktsresande. Almquist var pionjär inom hygien, epidemiologi och mikrobiologi i Sverige i början på 1900-talet,  och bland de första att diskutera förekomsten av pleomorfism bland bakterier.

## Bakgrund
Ernst Almquist tillhörde den uppländska släkten Almquist från Almunge med rötter i Almunge socken. Han var sonson till Erik Abraham Almquist och bror till Sigfrid Almquist.
Almquist, som var prästson, valde satt studera medicin och 1870 började han vid Uppsala universitet. Han blev medicine kandidat 1875 och flyttade sedan till Stockholm där han värvades av Adolf Erik Nordenskiöld att delta på Vegaexpeditionen åren 1878–1880. Under expeditionen utförde han uppgifter som läkare, biträdande botaniker och lichenolog.
Efter hemkomsten gifte han sig 1880 med Maria von Rosen och blev medicine licentiat 1881 och slutligen färdig medicine doktor 1882 med sin avhandling om Tyfoidfeberns bakterie.
Under sin yrkestid ägnade han sig huvudsakligen åt hälsovårdsområdet med folkhälsan i centrum och studerade bland annat under Louis Pasteur. ÅR 1882 efterträdde han Klas Linroth som sundhetsinspektör i Stockholm och 1883 utnämndes han till förste stadsläkare i Göteborg.
År 1891 blev han professor i allmän hälsovårdslära vid Karolinska institutet.

## Almquist och nazismen
Almquist var 1945 en av de stiftande medlemmarna av Hjälpkommittén för Tysklands barn, som samlade in pengar som finansierade tyska och europeiska nazister och kollaboratörer på flykt. Han var 1934 även en av stiftarna till Samfundet Manhem, som verkade för svenskhetens bevarande i Sverige, och där många av de ledande personerna var organiserade nationalsocialister. Han publicerade också flera böcker om rashygien med titlar som Om svenska rasens bestånd (1930), Den internationella faran (1933) och Nordiska folkens kamp för sin tillvaro (1935), där de två senare gavs ut av det nazistiskt bokförlaget Svea rikes förlag. 
I boken Nordiska folkens kamp för sin tillvaro från 1935 skriver Almquist bland annat: "Nationalsocialismens världsåskådning erkänner rasens stora betydelse och gör samtidigt personligheten till sin byggnads grund. /.../ Vilken storartad förmåga att uppleva och iakttaga skönjes icke i Hitlers verk!"

## Verk
Almquist publicerade en rad artiklar och avhandlingar om hygienaspekter i samhället (däribland om renhållningsaspekter, fördelarna med offentliga slakthus samt studier om dödsorsaker och befolkningsförhållanden) och om epidemiologi (däribland om mässling 1885, difteri 1885, kolera 1886 och tyfoidfeber 1890). År 1919 publiceras hans lärobok Allmän hälsovårdslära med särskilt avseende på svenska förhållanden för läkare, medicine studerande, halsovårdsmyndigheter, tekniker m. fl. 1912 skrev han Ärftlighetslagarna och deras betydelse för samhälle och rashygien. 
År 1914 skrev han C.J.L. Almquist : studier öfver personligheten. 
År 1922 framlade Almqvist bland de första forskarna i världen även en teori om förekomsten av pleomorfism bland bakterier efter flera års studier och banbrytande upptäckter om bakteriernas livscykler. Hans forskning var ett avgörande bidrag till införandet av hygieniska regler för både dricks- och avloppsvatten.
År 1929 skrev han H.S.Chamberlains tankar om undervisning, vetenskap och forskning och 1930 Om svenska rasens bestånd.